# Helen Hamilton Gardener
Helen Hamilton Gardener (21 de enero de 1853–26 de julio de 1925), nacida como Alice Chenoweth en Winchester, Virginia, Estados Unidos, fue una empleada pública y sufragista que publicó varios artículos y libros entre 1885 y 1900 bajo el seudónimo Helen Hamilton Gardener, que luego adoptaría legalmente. 
Gardener se asentó en Washington D. C. en 1907, cuando se unió a la causa sufragista. En 1913, fue nombrada miembro del Comité del Congreso de la Asociación Nacional Estadounidense por el Sufragio de la Mujer, convirtiéndose, seis años después, en su vicepresidenta; fue elegida como una de las vicepresidentas de NAWSA como jefe de enlace bajo la administración de Woodrow Wilson, en 1917. En 1920, Wilson la nombró miembro de la Comisión de Servicio Civil de los Estados Unidos, la primera mujer en ocupar tal cargo. un alto cargo federal.
Gardener se casó dos veces, y murió en 1925, en Washington, sin hijos.

## Biografía

### Primeros años
Alice Chenoweth, mejor recordada por su seudónimo, Helen Hamilton Gardener, nació cerca de Winchester, Virginia, el 21 de enero de 1853. Era la menor de seis hijos del reverendo Alfred Griffith Chenoweth, un ministro episcopal que se había convertido en metodista, jinete de circuito y su esposa, la ex Katherine A. Peel,  fue una calvinista acérrima durante toda su vida. La familia Chenoweth remonta sus antecedentes estadounidenses a un tal Arthur Chenoweth que había llegado a la incipiente provincia de Maryland en 1635 para recibir una concesión de tierras por servicios honorables a Lord Baltimore.
Los antepasados de su padre eran herreros de Gales que se establecieron en lo que hoy es el estado de Maryland en la década de 1720.Posteriormente, la familia Chenoweth se trasladó a Virginia, donde el padre de Alice había heredado esclavos. Como objetores a la institución de la esclavitud, los Chenoweth manumitieron a sus esclavos en 1853 a pesar de los obstáculos legales existentes para ello.Poco después, la familia se trasladó a Washington. En 1855 se trasladaron a Greencastle, Indiana. Durante la guerra civil estadounidense, el padre de Chenoweth sirvió a la causa Federal y regresó al estado enemigo de Virginia para servir como guía de las tropas de la Unión.
Alice Chenoweth recibió una educación excelente y mostró interés y aptitudes para la ciencia y la sociología. De niña se relacionaba con personas mayores y leía mucho sobre temas serios. Estudió con tutores y asistió a varias escuelas locales, trasladándose a Cincinnati, Ohio, al final de su adolescencia, donde se graduó en el instituto. Tras dejar el instituto, Chenoweth se matriculó en la Escuela Normal de Cincinnati, donde se graduó en junio de 1873.
Chenoweth trabajó como maestra de escuela durante dos años, y abandonó la profesión (como era generalmente el caso en la época) cuando se casó en 1875. Su primer marido, Charles Selden Smart, casi dos décadas mayor que ella, era entonces Comisionado Escolar del Estado de Ohio. La pareja se mudó a la ciudad de Nueva York en 1880, donde Charles ingresó al negocio de los seguros mientras Alice asistía a cursos de biología en la Universidad de Columbia, aunque no para obtener un título. Chenoweth-Smart también dio conferencias sobre sociología como parte del programa de educación de adultos en el Instituto de Artes y Ciencias de Brooklyn y probó suerte escribiendo para periódicos locales bajo una variedad de seudónimos masculinos.

### Carrera literaria
Durante sus primeros años en Nueva York, Chenoweth-Smart conoció a Robert G. Ingersoll, el principal orador racionalista de la época. A petición insistente de Ingersoll, en enero de 1884 Alice Chenoweth-Smart comenzó a pronunciar ella misma una serie de conferencias públicas, charlas que versaban sobre temas escépticos como "Hombres, Mujeres y Dioses", "Hechos Históricos y Ficciones Teológicas", "Por Derecho Divino" y "Roma o la Razón". Muchos de ellos se recopilaron en su primer libro, Men, Women, and Gods, and Other Lectures (Hombres, mujeres y dioses, y otras conferencias), publicado en tapa dura por la publicación radical librepensadora The Truth Seeker (El buscador de la verdad). Chenoweth-Smart publicó este libro bajo el seudónimo de "Helen Hamilton Gardener", que utilizaría profesionalmente el resto de su vida y que acabó adoptando como nombre legal.
A lo largo de la segunda mitad de la década de 1880, Gardener publicó varios relatos cortos y ensayos en las principales revistas de la época. A lo largo de este periodo, Gardener se interesó cada vez más por el feminismo. Las primeras conferencias públicas de Gardener trataban sobre todo de demostrar la relación entre el cristianismo y la subyugación de la mujer, y en 1887 la publicación de las opiniones del antiguo Cirujano general de los Estados Unidos, William A. Hammond, que atestiguaban una base neurológica para la inferioridad femenina, hicieron que Gardener se preocupara aún más por el tema.
Gardener empezó a trabajar con el neurólogo Edward C. Spitzka para refutar la tesis de Hammond de la inferioridad inherente del cerebro femenino. Gardener elaboró finalmente un trabajo titulado "El sexo en el cerebro" que fue leído en la convención de 1888 del Consejo Internacional de Mujeres en Washington D. C. En este trabajo, Gardener sostenía que no se había establecido ninguna conexión entre el peso del cerebro y la capacidad intelectual y cuestionaba la metodología de Hammond de comparar los cerebros de especímenes preciados de hombres destacados con los de mujeres indigentes. Gardener salió de la controversia de Hammond como una destacada oradora pública a favor de los derechos de la mujer. En 1893 presentaría otras tres ponencias académicas sobre temas feministas en el Congreso de Mujeres Representantes celebrado en Chicago con motivo de la Exposición Mundial Colombina.
A principios de la década de 1890, Gardener emergió como novelista. Escribió un par de libros en los que abordaba el tema de la doble moral entre los sexos: Is This Your Son, My Lord? (1891) y Pray You Sir, Whose Daughter? Ambas fueron publicadas por una importante revista política liberal de la época, The Arena. Is This Your Son, My Lord? criticaba duramente la baja edad de consentimiento entonces vigente y la ruina de la inocencia por los deseos lujuriosos de hombres aparentemente respetables. El libro vendió la impresionante cifra de 25.000 ejemplares en los cinco primeros meses de su publicación y suscitó comentarios escandalizados de críticos y lectores por igual.
En 1894, Gardener publicó un relato ligeramente ficticio de la vida de su padre titulado An Unofficial Patriot. El protagonista del libro, inspirado en su padre, representaba un personaje masculino positivo, distinto de los que dominaban los libros anteriores de Gardener. El libro fue bien recibido por la crítica y sirvió de base para una obra de teatro de 1899 del dramaturgo James A. Herne, The Reverend Griffith Davenport (El reverendo Griffith Davenport).

### Carrera política
En 1907, Gardener regresó a Washington D. C., donde se comprometió con la causa sufragista. En 1913 fue nombrada miembro del Comité del Congreso de la Asociación Nacional Americana del Sufragio Femenino, convirtiéndose, seis años más tarde, en su vicepresidenta; fue elegida como una de las vicepresidentas de la NAWSA como principal enlace bajo la administración de Woodrow Wilson, en 1917.
En 1920, Wilson la nombró miembro de la Comisión de la Administración Pública de los Estados Unidos, siendo la primera mujer que ocupaba un cargo federal de tan alto nivel.

### Muerte y legado
Gardener murió en julio de 1925 en Washington D. C. de miocarditis crónica. En consonancia con su interés por el tema, el cerebro de Gardener fue donado para su estudio científico antes de que su cuerpo fuera incinerado y sus cenizas enterradas en el Cementerio Nacional de Arlington junto a la tumba de su segundo marido.
Los documentos de Gardener se conservan en la Biblioteca Schlesinger de la Universidad de Harvard en Cambridge, Massachusetts, como parte de su Colección sobre los Derechos de la Mujer. Existe una ayuda para la búsqueda en línea de este material, que está incluido en ocho carpetas de archivo. Este material ha sido microfilmado por University Publications of America.
El cerebro de Gardener forma parte de la Wilder Brain Collection de la Universidad de Cornell.

## Obras
- Men, Women, and Gods, and Other Lectures. Introduction by Robert G. Ingersoll. New York: The Truth Seeker Company, 1885.
- "Sex in Brain," paper delivered to the International Council of Women, 1888.
- A Thoughtless Yes. New York: R.F. Fenno and Company, 1890.
- Pushed by Unseen Hands. New York: R.F. Fenno and Company, 1890.
- Is This Your Son, My Lord? A Novel (1891). Boston: Arena Publishing Company, 1894.
- Pray You Sir, Whose Daughter? Boston: Arena Publishing Company, 1892.
- Pulpit, Pew, and Cradle. New York: The Truth Seeker Company, 1892.
- Facts and Fictions of Life. Chicago: Charles H. Kerr & Co., 1893.
- An Unofficial Patriot. Boston: Arena Publishing Company, 1894.
- "Philosophers Afloat," The Arena, August 1895, pp. 480–485.
- Have Children a Right to Legal Protection? Boston: Arena Publishing Company, 1896.
- Plain Talk: A Pamphlet on the Population Question and the Moral Responsibility of Woman in Maternity. Chicago: G.E. Wilson, n.d.
- Woman Suffrage, Which Way? New York: National Woman Suffrage Publishing Co., n.d. [c. 1915]

## Otras lecturas
- Notable American Women, 1607-1950 (Cambridge, Mass., 1971)

- Hamlin, Kimberly A. Free Thinker: Sex, Suffrage, and the Extraordinary Life of Helen Hamilton Gardener. W. W. Norton & Company, 2020.